# Persecuted
Persecuted (En busca y captura en España) es una película de 2014 escrita y dirigida por Daniel Lusko y es protagonizada por James Remar, Bruce Davison, Dean Stockwell, Raoul Trujillo, Fred Thompson, Brad Stine, David House, y Tabatha Shaun.

## Elenco
- James Remar como John Luther.
- Bruce Davison como el Senador Donald Harrison.
- Dean Stockwell como Dave Wilson.
- Raoul Trujillo como el Sr. Gray
- Fred Thompson como Fr. Charles Luther.
- Natalie Grant como Monica Luther.
- Gretchen Carlson como Diana Lucas.
- Brad Stine como el Pastor Ryan Morris.

## Producción
El rodaje se rodó en Albuquerque, Nuevo México.
Se ha convertido en un libro por Robin Parrish.

## Estreno
Fue estrenada el 18 de julio de 2014.

### Críticas
La película tiene un 0% en Rotten Tomatoes con un puntaje de 2.5/10 basado en 13 críticas. En Metacritic, tiene un 11 sobre 100 basado en 9 críticas.